# No Ripcord
No Ripcord — розважальний онлайн-журнал, заснований 1999 року.
Проєкт No Ripcord започатковано у квітні 1999 року трьома британськими ентузіастами: Крісом Голлом, Адамом Бутом та Девідом Коулманом. Спочатку це була розсилка новин, яка розповсюджувалася раз на два тижні, але потім від цієї концепції відмовилися на користь вебформату. 2000 року на домені noripcord.co.uk створено вебсайт, що містив музичні новини та огляди. Протягом наступних трьох років організація суттєво зросла, на сайті працювало понад десять авторів, а до числа його тем додалися телебачення, кіноіндустрія та комп'ютерні ігри.
2003 року онлайн-журнал переїхав на домен noripcord.com. 2006 року замість простого сайту, написаного на HTML, було створено динамічний сайт на Drupal. В середині 2010-х років Хуан Родрігес змінив Девіда Коулмана на посаді головного редактора, хоча останній і залишився президентом компанії. Станом на середину 2020-х років на сайті працює шість основних авторів та сім додаткових дописувачів на музичну тематику. Адміністрація No Ripcord співпрацює приймає промоматеріали від виконавців як з Великої Британії та решти Європи, так і зі США та інших країн світу.
Професійні рецензії з сайту No Ripcord враховуються в агрегаторі оглядів Metacritic.